# Sebastian Bartoschek

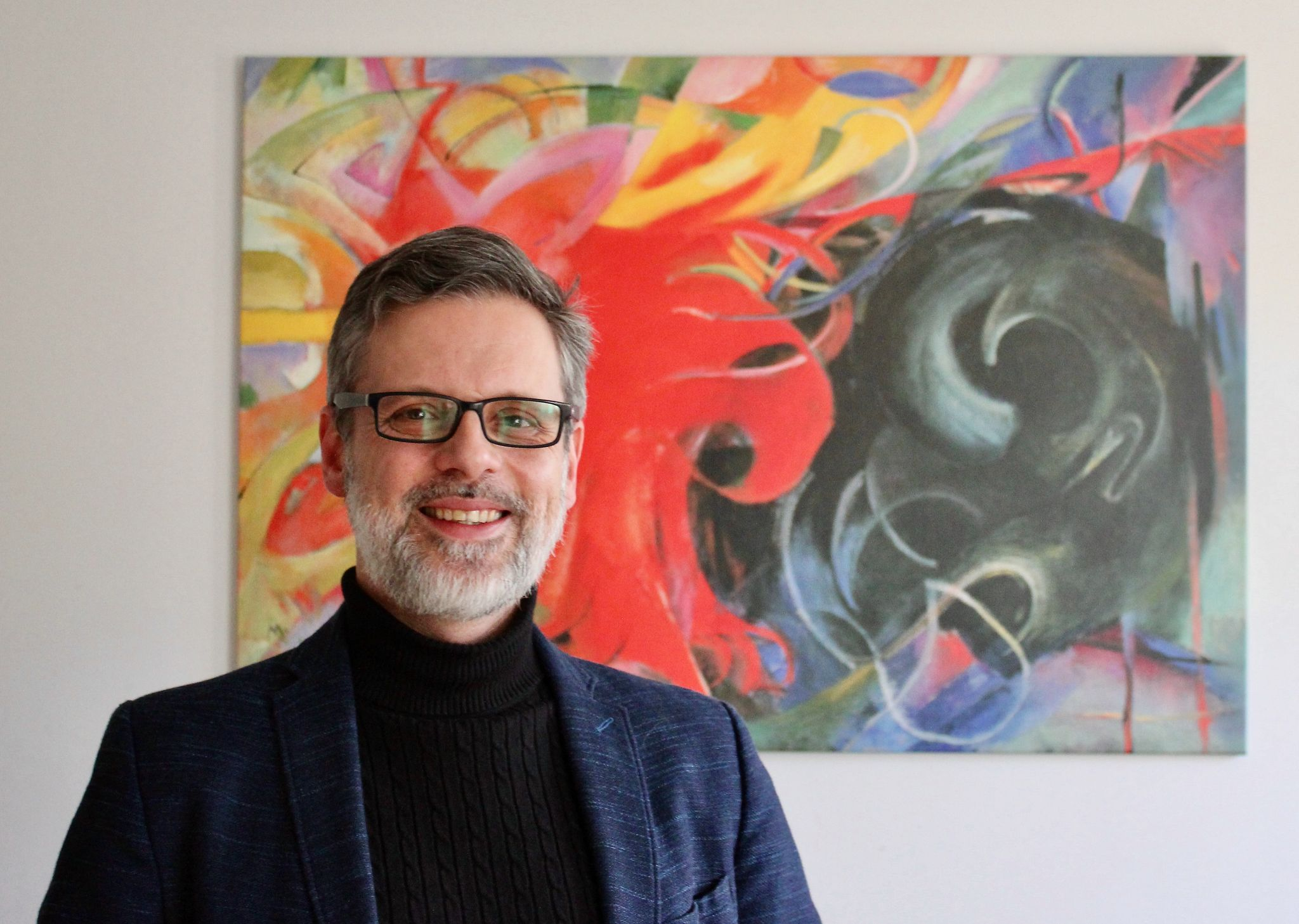
Sebastian Bartoschek (2022)

Sebastian Bartoschek (* 20. August 1979 in Recklinghausen) ist ein deutscher Psychologe, Science-Slammer, Podcaster und Autor.

## Leben
Bartoschek besuchte das Theodor-Heuss-Gymnasium in Recklinghausen und machte 1999 das Abitur. Er leistete Zivildienst in einer Tageseinrichtung des Jugendamts Recklinghausen.
Im Jahre 2004 schloss Bartoschek sein Studium der Psychologie an der Ruhr-Universität Bochum ab. Während seines Studiums war er von 2000 bis 2004 beim Jugendamt Recklinghausen tätig. 2013 wurde er an der Westfälischen Wilhelms-Universität Münster mit dem Dissertationsthema Bekanntheit von und Zustimmung zu Verschwörungstheorien zum Dr. phil. promoviert. Bartoschek ist hauptberuflich als Diagnostiker für die Kinder- und Jugendhilfe tätig; er erstellt familienrechtliche Gutachten.
Von 2000 bis 2005 war Bartoschek Geschäftsführer der Red Star Booking Veranstaltungsagentur in Recklinghausen, die Hardcore-Konzerte im Ruhrgebiet organisierte. In diesem Zusammenhang veröffentlichte er auch den Sampler Re-Surrection.
Im Jahr 2007 wurde er Mitglied der Gesellschaft zur wissenschaftlichen Untersuchung von Parawissenschaften (GWUP). Er evaluierte 2011 Michael Thalbournes Skala der Transliminalität und übertrug sie ins Deutsche. Es sind mehrere psychologische Journalartikel von ihm erschienen, darunter zur besseren Kompetenzfeststellung bei Bildungsträgern (2007) und zu unseriösen Verfahren bei der Personalauswahl (2011). Seit 2013 ist er auch Mitglied der Gesellschaft für Anomalistik. Im Jahr 2014 wurde er Gründungs- und Vorstandsmitglied des Vereins Wissensdurst e. V., welcher sich u. a. der Förderung von Wissenschaft und Forschung verschrieben hat.
Im Jahr 2024 mitbegründete Bartoschek den Verein Skeptix, eine gemeinnützige Plattform, die zur Aufklärung von Verschwörungstheorien beitragen möchte. 
Sebastian Bartoschek ist verheiratet und lebt in Herne.

## Journalistische Tätigkeit
Seit 2010 ist Bartoschek journalistisch tätig, unter anderem für die BILD Ruhrgebiet und die Zeitschrift Skeptiker der GWUP. Regelmäßig erscheinen Beiträge von ihm auf der humanistischen Webseite humanistisch.net (vormals wissenrockt.de). Weitere Artikel von ihm erschienen in den Magazinen diesseits, Ruhrgestalten und dem Freimaurermagazin Winkelmaß.
Bartoschek schreibt seit 2013 Artikel für die Webseite ruhrbarone.de, seit 2015 unregelmäßig für die deutsche Huffington Post, seit 2016 für Prinzessinnenreporter, seit Juli 2017 für die Wochenzeitung Jungle World und ihren Onlineauftritt, sowie seit November 2017 als Gastautor für den Journalistenblog Salonkolumnisten.
Im Jahr 2013 sammelte er mithilfe der Crowdfunding-Plattform Krautreporter für eine Videodokumentation über die PSI-Tests der GWUP insgesamt 715 Euro und veröffentlichte das knapp fünfminütige Video auf seinem YouTube-Kanal.
Im Jahr 2015 produzierte er gemeinsam mit Alexander Waschkau den Dokumentarfilm Ein Interview mit Dr. Axel Stoll – Der Film über den rechtsextremen Verschwörungstheoretiker Axel Stoll.

## Podcasting
Sebastian Bartoschek betreibt mit dem BartoCast einen eigenen diskordianischen Podcast. Gemeinsam mit den beiden anderen Diplom-Psychologen Alexander Waschkau und Sven Rudloff betreibt er den PsychoTalk, mit dem anonymen Podcaster Riotburnz den Podcast Am Zapfhahn. Mit einer Gruppe von Podcastern produziert er den PottCast. Im Podcast Hoaxilla hatte er einige Gastauftritte.
Gemeinsam mit Katrin Schmalz betrieb Bartoschek 2014 den Video-Podcast („Vodcast“) Die Krabitzen, bei dem die Beteiligten sich über diverse aktuelle Themen unterhielten. Der Vodcast wurde auf YouTube live gestreamt.
Seit 2024 betreibt Bartoschek gemeinsam mit Familien-Rechtsanwältin Aline Strutz den Podcast Salziger Pudding. Die beiden Beteiligten unterhalten sich dabei über diverse Familienrechtsfälle aus der eigenen Arbeit.

## Medienauftritte
Seit 2011 ist Sebastian Bartoschek mehrmals als Experte im Fernsehen aufgetreten. Er war 2016 in der WDR-Sendung Quarks & Co zum Thema Verschwörungstheorien zu sehen, des Weiteren in den Formaten Stern TV, Punkt 12 (beide bei RTL ausgestrahlt), Lokalzeit und daheim + unterwegs (beide WDR). Zudem sah man ihn 2012 in Thomas Gottschalks Sendung Gottschalk Live, als er sich für einen Parapsychologie-TÜV in der Kategorie „66 Träume“ einsetzen wollte.
Im Dezember 2013 war Bartoschek Gast in der Radiosendung Die NachtWG – Weber und Gießmann auf RauteMusik, 2014 war er mit einem Beitrag über Verschwörungstheorien im Magazin Elektrischer Reporter des Senders ZDFinfo zu sehen, 2016 Hauptgast einer Radio-Reihe von MDR JUMP zum Thema Verschwörungstheorien, 2017 einer der Experten zum Thema Filterblasen und ‚Fake News‘ in einer Dokumentation auf ZDFinfo. Ebenfalls 2017 war Bartoschek im satirischen Web-Format Wolfgangs Internet Imbiss des Kassierer-Sängers Wolfgang Wendland zu sehen, wo er einen „Truther-Gurkentopf“ kochte.

## Publikationen (Auswahl)
- Folkhorror - Facetten der farbenfrohen Finsternis. JMB, Hannover 2025, ISBN 978-3-95945-666-1.
- mit Alexander Waschkau und Luisa Rieland: Kleine Psychologie der Fake News. Amazon, 2017.
- mit Lydia Benecke und Saskia Annen: Dossier: Hypnose im Ermittlungsverfahren. Institut für Psychologische Dienstleistungen Dr. Bartoschek, iBooks, 2017 (9 S.).
- Bürgerlicher Rechtsterrorismus? Die Galgen hoch, die Reihen fest geschlossen. Ruhrbarone, 2016.
- Humanisten & PEGIDA. Von Religionskritik und völkischem Denken. Ruhrbarone, 2016.
- Empörungsnazis! Was ich dem Netz vorwerfe und warum ihr es nicht ändern werdet. JMB Verlag, Hannover 2015, ISBN 978-3-944342-78-8.
- mit Thomas Koch und Peter „Bulo“ Böhling: Rule 34 … und weitere Internet-Regeln. jmb, Hannover 2015, ISBN 978-3-944342-98-6.
- Bekanntheit von und Zustimmung zu Verschwörungstheorien – eine empirische Grundlagenarbeit. Inaugural-Dissertation. jmb, Hannover 2015, ISBN 978-3-944342-60-3.
- mit Alexa Waschkau: Psycho im Märchenwald. Ein Spaziergang durch 24 Märchen der Gebruder Grimm. Edition Roter Drache, Remda-Teichel 2014, ISBN 978-3-939459-83-5.
- Gedankenwelten 2. Interviews zwischen Wahn und Sinn. jmb, Hannover 2014, ISBN 978-3-944342-39-9.
- mit Diana Menschig: Von unsichtbaren Gorillas und tanzenden Bären. Ist unsere Realität real oder nur das Ergebnis unserer Fantasie … jmb, Hannover 2014, ISBN 978-3-944342-44-3, urn:nbn:de:101:1-2019022009284954531002.
- mit Alexa und Alexander Waschkau: Muss man wissen! Ein Interview mit Dr. Axel Stoll. Vorwort von Holger Klein. jmb, Hannover 2013, ISBN 978-3-944342-29-0.
- mit Alexa Waschkau: Ghosthunting. Auf Spurensuche im Jenseits. Alibri, Aschaffenburg 2013, ISBN 978-3-86569-163-7.
- Gedankenwelten. Interviews zwischen Science und Fiction. jmb, Hannover 2012, ISBN 978-3-944342-10-8, bzw. jmb, Hannover 20144, ISBN 978-3-944342-53-5.
- Eindrücke von Gestern. Texte aus dem Ruhrgebiet (1993–1997). Books on Demand, Norderstedt 2011, ISBN 978-3-8423-0522-9.
- Der Stroop-Effekt enträtselt? Variationen des Antwortmodus bei Farbe-Wort-Interferenz. Drei mögliche Ursachenquellen. VDM Verlag Dr. Müller, Saarbrücken 2008, ISBN 978-3-639-10563-6.
- Eindrücke von Gestern. Texte aus dem Ruhrgebiet (1993–1997). Books on Demand, Norderstedt 2007, ISBN 978-3-8370-1539-3.
- (Hrsg.) mit Fabian Dombrowski und Stephanie Dreyfürst: H. P. Lovecraft: Gegen die Religion. jmb, Hannover 2017, ISBN 978-3-944342-94-8 (Originaltitel: Against religion).